# The Visitation (Magnum)
The Visitation è il sedicesimo album in studio del gruppo rock britannico Magnum, pubblicato nel 2011.

## Tracce
1. Black Skies – 5:53
2. Doors to Nowhere – 5:43
3. The Visitation – 5:48
4. Wild Angels – 5:41
5. Spin Like a Wheel – 7:21
6. The Last Frontier – 5:29
7. Freedom Day – 6:22
8. Mother Nature's Final Dance – 5:04
9. Midnight Kings – 4:49
10. Tonight's the Night – 4:53

## Formazione
- Tony Clarkin - chitarra
- Bob Catley - voce
- Al Barrow - basso
- Mark Stanway - tastiere
- Harry James - batteria